# دانبار (ویرجینیا)
دانبار (به انگلیسی: Dunbar) یک منطقهٔ مسکونی در ایالات متحده آمریکا است که در شهرستان ویس، ویرجینیا واقع شده‌است. دانبار ۵۹۳٫۱۵ متر بالاتر از سطح دریا واقع شده‌است.